# 韩家女
韩家女，四川成都人，中国编剧、制片人，毕业于北京电影学院导演系，代表作有《我不是药神》。

## 主要作品

### 联合编剧
- 《我不是药神》
- 《水饺皇后》
- 《无价之宝》

### 文学总监
- 《七日生》
- 《今天的她们》

### 制片人/出品人
- 《无名之辈》
- 《地久天长》
- 《除暴》
- 《古董局中局》
- 《一周的朋友》
- 《今天的她们》

## 奖项
- 第55届金马奖 - 最佳原著劇本 《我不是药神》（与鍾偉、文牧野共同获奖）
- 第27届上海电影评论学会奖 - 最佳新人编剧奖《我不是药神》（与鍾偉、文牧野共同获奖）[1]

## 家庭
父亲韩三平，曾任中影集团董事长。